# Dolmen Vinya del Rei

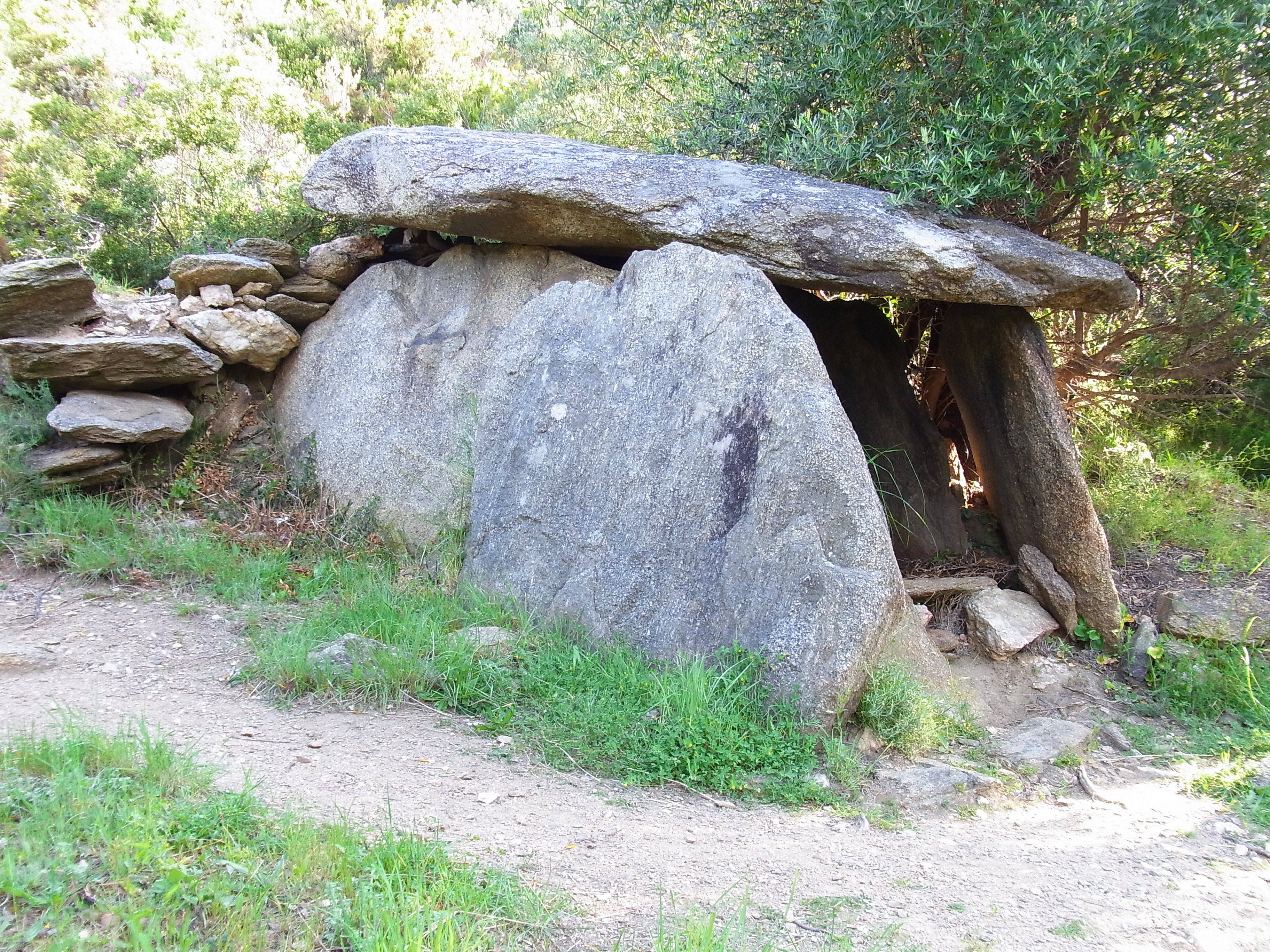
Dolmen Vinya del Rei

Der gut erhaltene Nord-Süd-orientierte Dolmen Vinya del Rei (Weinberg des Königs) liegt in Vilajuïga bei Figueres in Alt Empordà in Katalonien in Spanien.
Er hat eine in trapezoide Kammer von etwa 2,8 × 2,2 Metern aus lokalem Gneis. Die westliche und östliche Längsseite weist zwei Tragsteine auf. Die Nordseite wird durch einen Stein verschlossen. An der Südseite verengt ein Halbstein den Zugang zur Kammer. Der Deckstein misst 4,15 × 2,95 Meter. Reste des Hügels sind erhalten.
In der Nähe liegen der Dolmen von Vilajuïga (Dolmen del Barranc de Vilajuïga), der Dolmen Carena, der Dolmen del Garrollar, der Dolmen de les Ruïnes und der Dolmen de la Talaia.